# بينيلوب فليتشير
بينيلوب فليتشير (بالإنجليزية: Penelope Fletcher)‏ (22 يوليو 1988، لندن في المملكة المتحدة)؛ كاتِبة مُتخصِّصة في أدب الأطفال وروائية بريطانية.